# Run Hide Fight
Run Hide Fight ist ein US-amerikanischer Action-Thriller von Kyle Rankin, der im September 2020 bei den Filmfestspielen in Venedig seine Premiere feierte. Im Film geht es um eine Geiselnahme an einer Schule, die von den jugendlichen Tätern im Live-Stream übertragen wird.

## Handlung
Die 17-jährige Zoe Hull lebt mit ihrem Vater in einer ländlichen Gegend Amerikas. Ihr Verhältnis ist angespannt, weil er Zoe drängt, nach dem Tod ihrer Mutter wieder mehr am Leben teilzunehmen. Zoe führt fiktive Gespräche mit ihr und nimmt nicht an den normalen Zerstreuungen an der Highschool teil. Von ihrem Vater lernt sie schießen und jagen und sie kennt sich mit Technik und Motoren aus. An der Highschool ist sie mit dem schwarzen Mitschüler Lewis befreundet.
Als mehrere Jugendliche unter ihrem Anführer Tristan, ebenfalls Schüler, mit einem Van in die Mensa ihrer Schule fahren, Mitschüler erschießen und Geiseln nehmen, wird Zoe im Waschraum von den Ereignissen überrascht. Sie leistet einer Mitschülerin Beistand, die in ihren Armen stirbt. Die Geiselnehmer nötigen die Schüler, auf ihren Handys ihnen nahe stehende Personen und ihre Familie zu informieren und übertragen ihre Taten über die Handys ihrer Gefangenen im Live-Stream. Zoe kann nach draußen fliehen und warnt einige Mitschüler, geht aber wieder zurück in die Schule, um auch die anderen zu retten. Sie bringt die Klassen im Erdgeschoss dazu, aus den Fenstern zu flüchten, während ein Großteil der Schüler und Lehrer noch ahnungslos ist. Mittlerweile ist draußen auch die örtliche Polizei eingetroffen und die ersten Fernsehsender übertragen die Geiselnahme.
Zoe überlebt verschiedene bedrohliche Situationen nur, indem sie sich zwischenzeitlich tot stellt, sich versteckt und im Kampf eine Geiselnehmerin tötet, wird aber selbst auch verwundet. Dabei hält sie immer noch Zwiesprache mit ihrer toten Mutter, die sie vor sich sehen und hören kann. Nach und nach kann sie einzelne Täter ausschalten und einen von ihnen, den Jungen Kip, auf ihre Seite ziehen. Sie kann weitere Mitschüler und Lehrkräfte aus dem Gebäude schicken. Dem Kopf der Geiselnehmer gelingt es Zoe zu identifizieren und er stellt ihr das Ultimatum, sich zu ergeben, da er anderenfalls alle fünf Minuten eine der Geiseln erschießen wird. Zoe ergibt sich ihm, als plötzlich Kip die Cafeteria betritt und Tristan mit einer Waffe bedroht. Im Schusswechsel können Zoe und ihr Freund Lewis, der angeschossen wird, fliehen. Einer der Täter wird von dem außerhalb des Gebäudes wartenden Vater von Zoe mit dessen Jagdgewehr erschossen, als er die flüchtende Zoe töten will.
Zoe provoziert Tristan am Handy, indem sie ihm das Foto des Getöteten schickt und behauptet, er würde von allen vergessen werden. Daraufhin macht Tristan Jagd auf sie. Nach einer Explosion im Gebäude, bei der Tristan vermeintlich getötet wird, weist das inzwischen eingetroffene Spezialkommando sie an, sich auf den Boden zu legen und fesselt ihre Hände. Ihre Mutter spricht ein letztes Mal mit ihr und verabschiedet sich. Lewis hat überlebt und wird im Krankenwagen abtransportiert. Schließlich wird Zoe wieder freigelassen, nachdem sich ihre Identität geklärt hat. Plötzlich sieht sie, wie Tristan im nahen Wald verschwindet. Sie folgt ihm mit dem Gewehr ihres Vaters, verwundet ihn tödlich und lässt ihn verbluten, anders als in der Eingangsszene des Films, als sie ein angeschossenes Reh von weiterem Leiden erlöst.

## Produktion
Regie führte Kyle Rankin, der auch das Drehbuch schrieb.
Der Titel des Films nimmt Bezug auf „Run. Hide. Fight.“, eine Verhaltensrichtlinie bei Terroranschlägen oder Amokläufen, die in den USA auch in Surviving-Kursen gelehrt wird und nach der die Protagonistin im Film vorgeht.
Thomas Jane und Radha Mitchell spielen Todd und Jennifer Hull, Isabel May deren Tochter Zoe. In weiteren Rollen sind Eli Brown als der Schüler Tristan Voy, Barbara Crampton als Mrs. Crawford und Treat Williams als Sheriff Tarsy zu sehen.
Die Dreharbeiten fanden im Herbst 2019 im texanischen Red Oak statt. Als Kameramann fungierte Darin Moran.
Eine erste Vorstellung erfolgte am 11. September 2020 bei den Filmfestspielen in Venedig, wo der Film im offiziellen Programm / im Wettbewerb außer Konkurrenz gezeigt wurde. Eine Veröffentlichung erfolgte am 14. Januar 2021 durch The Daily Wire, womit die konservative Nachrichten-Website – die von Ben Shapiro und Jeremy Boreing gegründet wurde – in das Filmverleihgeschäft einstieg.

## Rezeption
Auf Rotten Tomatoes stieß der Film auf sehr gegensätzliche Meinungen zwischen Journalisten und hauptberuflichen Filmkritikern auf der einen Seite und Internetnutzern auf der anderen Seite.
In der britischen Filmzeitschrift Screen International (screendaily.com) wurde der Film als „grundsätzlich geschmacklos“ beschrieben, jedoch für „starke Leistungen junger Stars“ gelobt.
In der Variety wurde der Film als eine Kreuzung der Filme Elephant und The Hunger Games beschrieben.
David Rooney erklärte im Hollywood Reporter, dass der Film, abgesehen von einer halbherzigen Haltung Stirb langsam in einer High School sei. In der IndieWire erhielt der Film einen Verriss.
Im Telegraph wurde der Anführer der Mörder mit dem Joker von The Dark Knight verglichen und der Film dafür kritisiert, dass dieser „keinen Versuch unternimmt, sich mit der amerikanischen Schulschießerei als nihilistischem kulturellem Phänomen auseinanderzusetzen.“